# Скендер Бегея
Скендер Бегея (на албански: Skënder Begeja) е албански футболист и лекоатлет. Той е първият чужденец в състава на Академик София. Има 4 мача за албанския национален отбор.

## Футболна кариера

### Клубна кариера
Започва кариерата си в тима на Шпрефея през 1942 г. През 1945 г. става състезател на СК Тирана. 2 години по-късно е приет да учи в България и става част от новосформирания тим на Академик София. В състава на Академик е бронзов медалист от първенството и достига финал за националната купа. Играе в Академик до 1951 г. От 1952 и 1958 г. играе за Динамо Тирана, като става 4 пъти шампион на страната и 3 пъти носител на националната купа.
След края на кариерата си от 1958 до 1980 г. е треньор на младежкия отбор на Динамо. От 1981 до 1989 г. е секретар на Албанската футболна федерация, след което става част и от Албанския олимпийски комитет.

### Национален отбор
През 1947 г. участва в турнира за Балканската купа, като изиграва 4 мача за Албания, в които не отбелязва гол.

## Лекоатлетическа кариера
През 1946 г. участва на Балканските игри в спринтовете на 100 и 200 метра. Той е първият албанец, пробягал разстоянието от 100 метра за по-малко от 11 секунди, заради което е наричан „Човекът-вятър“.

## Успехи
- Шампион на Албания – 1952, 1953, 1955, 1956
- Купа на Албания – 1952, 1953, 1954